# Retrato de Alfonso XIII como soberano de la Orden del Toisón de Oro
El retrato de Alfonso XIII como soberano de la Orden del Toisón de Oro realizado en 1908 por Ramón Casas para el Palacio de Justicia de Barcelona es un óleo sobre lienzo parte de la colección del Museo Nacional de Arte de Cataluña.

## Historia

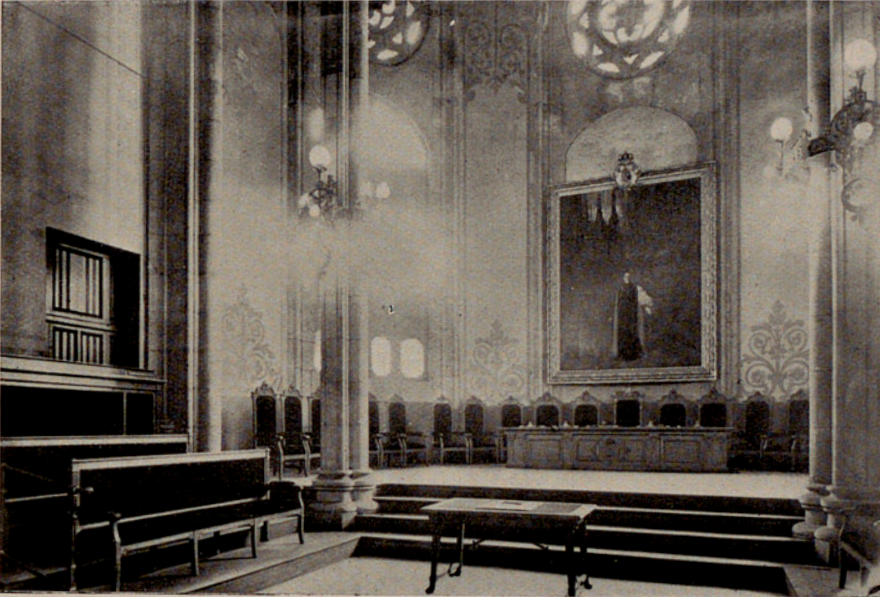
El retrato en su entorno original en el Palacio de Justicia de Barcelona (1930)

El retrato fue realizado en 1908 para el palacio de justicia de la capital catalana. El pintor pintó al menos un boceto del fondo de la composición que fue adquirido por Charles Deering. En el Palacio de Justicia, el retrato presidía un salón semicircular anexo al salón de pasos perdidos.
En 2025 el retrato se encuentra en depósito en el Palacio de Pedralbes.

## Descripción
Se trata de un lienzo de grandes dimensiones (4 metros de altura por 3 de anchura) pintado al óleo.
El retrato muestra al monarca de pie, a sus 23 años de edad, vestido con el hábito de la orden del Toisón de Oro en el coro de la catedral de Barcelona. El fondo del lienzo se encuentra parcialmente en penumbra en su lado izquierdo, iluminándose los sitiales de la derecha del coro en que se muestra el escudo del rey Francisco I de Francia (a cuya dinastía pertenecía Alfonso XIII) y el de Luis II de Hungría y Bohemia.

## Valoración
El retrato cuenta con alto sentido simbólico mostrando al rey como soberano de la Orden del Toisón de Oro, descendiente de las casas de Austria y de Borbón, y vinculándose con Barcelona eligiendo como escenario el lugar donde se celebró el capítulo de la Orden del Toisón de oro más celebre. 